# Ophiothrix melanosticta
Ophiothrix melanosticta är en ormstjärneart som beskrevs av Grube 1868. Ophiothrix melanosticta ingår i släktet Ophiothrix och familjen Ophiothrichidae. Inga underarter finns listade i Catalogue of Life.